# Boeun
Boeun (en coreano:보은군, Romanización revisada:bo-eungun, léase:Bún) es un condado de la provincia de Chungcheong del Norte al centro-norte de la república de Corea del Sur. Está ubicada al suroeste de Seúl a unos 65 km. Su área es de 584.3 km² y su población total es de unos 36.000 (2007).

## Administración
El condado de Boeun se divide en 10 municipios (myeon) y 1 villa (eup).

## Símbolos
- Flor: la Forsythia.
- Árbol: El Azufaifo.
- Animal: El Pica pica.

## Toponimia
Boeun significa literalmente agradecimiento o gratitud, fue llamada así en 1406 por el arrepentido rey Taejong de la Dinastía Joseon.

## Productos
El Azufaifo es el producto más conocido de la agricultura en Boeun.

## Clima
| Parámetros climáticos promedio de Boeun (1981−2010) | Parámetros climáticos promedio de Boeun (1981−2010) | Parámetros climáticos promedio de Boeun (1981−2010) | Parámetros climáticos promedio de Boeun (1981−2010) | Parámetros climáticos promedio de Boeun (1981−2010) | Parámetros climáticos promedio de Boeun (1981−2010) | Parámetros climáticos promedio de Boeun (1981−2010) | Parámetros climáticos promedio de Boeun (1981−2010) | Parámetros climáticos promedio de Boeun (1981−2010) | Parámetros climáticos promedio de Boeun (1981−2010) | Parámetros climáticos promedio de Boeun (1981−2010) | Parámetros climáticos promedio de Boeun (1981−2010) | Parámetros climáticos promedio de Boeun (1981−2010) | Parámetros climáticos promedio de Boeun (1981−2010) |
| Mes                                                 | Ene.                                                | Feb.                                                | Mar.                                                | Abr.                                                | May.                                                | Jun.                                                | Jul.                                                | Ago.                                                | Sep.                                                | Oct.                                                | Nov.                                                | Dic.                                                | Anual                                               |
| --------------------------------------------------- | --------------------------------------------------- | --------------------------------------------------- | --------------------------------------------------- | --------------------------------------------------- | --------------------------------------------------- | --------------------------------------------------- | --------------------------------------------------- | --------------------------------------------------- | --------------------------------------------------- | --------------------------------------------------- | --------------------------------------------------- | --------------------------------------------------- | --------------------------------------------------- |
| Temp. máx. media (°C)                               | 2.7                                                 | 5.4                                                 | 11.2                                                | 18.7                                                | 23.4                                                | 26.7                                                | 28.6                                                | 29.4                                                | 25.3                                                | 19.9                                                | 12.4                                                | 5.4                                                 | 17.4                                                |
| Temp. media (°C)                                    | −3.4                                                | −1.0                                                | 4.3                                                 | 11.1                                                | 16.4                                                | 20.8                                                | 23.8                                                | 24.1                                                | 18.8                                                | 12.0                                                | 5.2                                                 | −1.0                                                | 10.9                                                |
| Temp. mín. media (°C)                               | −9.0                                                | −6.9                                                | −2.1                                                | 3.4                                                 | 9.5                                                 | 15.3                                                | 19.9                                                | 20.0                                                | 13.6                                                | 5.6                                                 | −0.8                                                | −6.5                                                | 5.2                                                 |
| Precipitación total (mm)                            | 27.3                                                | 32.4                                                | 48.7                                                | 73.1                                                | 94.7                                                | 159.3                                               | 313.0                                               | 290.3                                               | 143.1                                               | 45.0                                                | 44.1                                                | 26.4                                                | 1297.4                                              |
| Días de precipitaciones (≥ 0.1 mm)                  | 7.8                                                 | 7.5                                                 | 8.7                                                 | 7.6                                                 | 8.2                                                 | 9.6                                                 | 16.0                                                | 14.6                                                | 9.3                                                 | 6.0                                                 | 8.0                                                 | 8.1                                                 | 111.4                                               |
| Horas de sol                                        | 172.9                                               | 178.3                                               | 212.7                                               | 234.3                                               | 249.0                                               | 217.7                                               | 178.9                                               | 194.7                                               | 191.3                                               | 209.2                                               | 165.5                                               | 162.8                                               | 2368.2                                              |
| Humedad relativa (%)                                | 68.6                                                | 66.2                                                | 63.4                                                | 60.2                                                | 65.3                                                | 71.4                                                | 77.5                                                | 78.4                                                | 77.1                                                | 73.8                                                | 71.2                                                | 70.0                                                | 70.3                                                |
| Fuente: Korea Meteorological Administration         |                                                     |                                                     |                                                     |                                                     |                                                     |                                                     |                                                     |                                                     |                                                     |                                                     |                                                     |                                                     |                                                     |

## Ciudades hermanas
- Distrito Gwangjin, Seúl.